# عقد الإيجار

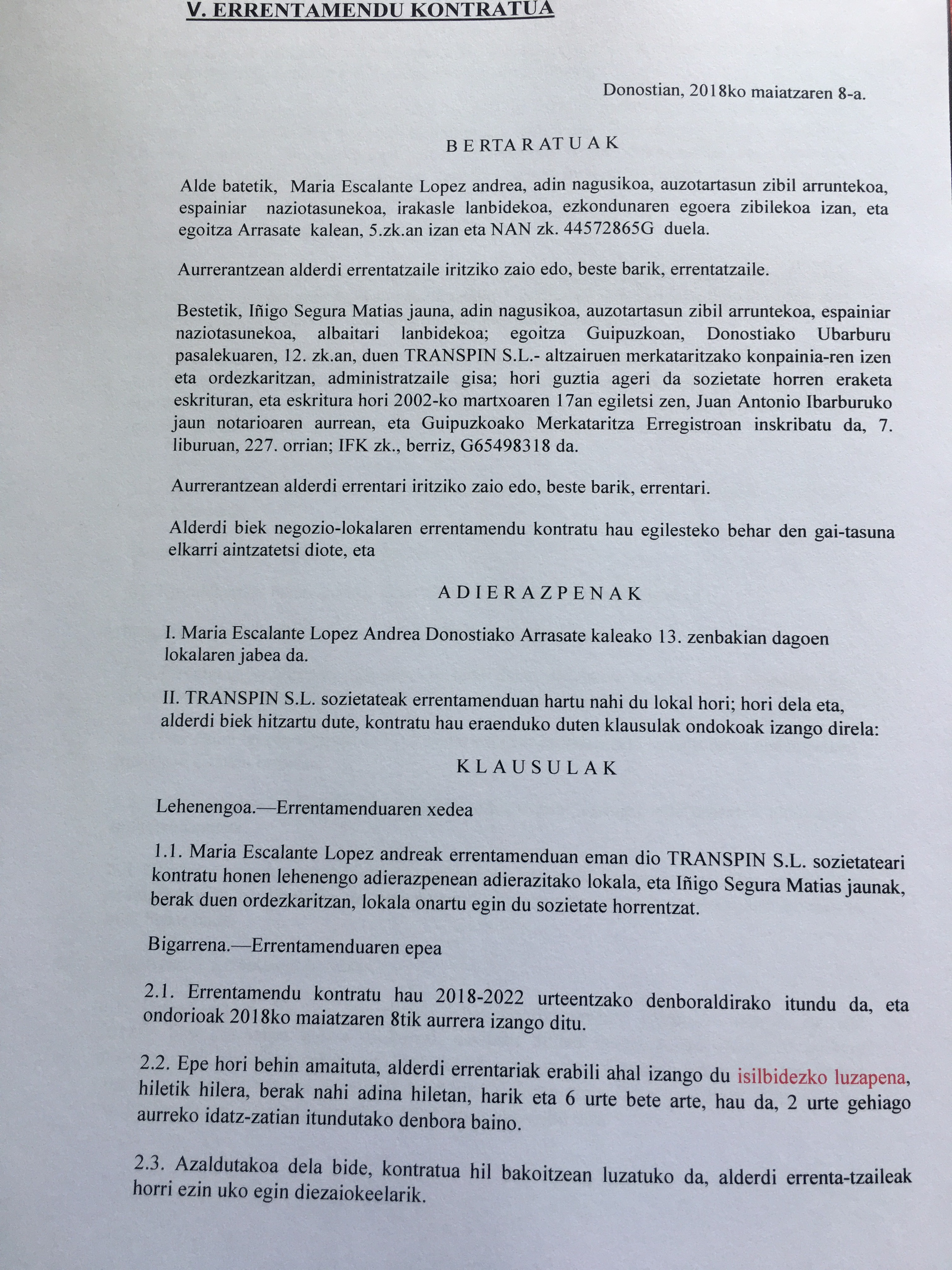
نموذج عقد الإيجار

يعد الإيجار من أهم العقود المدنية المتداولة بين الأشخاص والتي تمكن الملاك من استغلال اموالهم، وتتيح لراغبي الانتفاع بالأشياء لاشباع حاجاتهم.

## تعريف عقد الإيجار
عرفت المادة 405 من مجلة الأحكام العدلية عقد الإيجار كما يلي: «الإجارة لغة بمعنى الأجرة وقد استعملت في معنى الإيجار أيضاً، وفي اصطلاح الفقهاء بمعنى: بيع المنفعة المعلومة بعوض معلوم».

## عقد الإيجار في التشريع الفلسطيني
```
في القانون المدني الفلسطيني عُرِّف عقد الإيجار في المادة 604 بأنه: «الإيجار عقد يلتزم بمقتضاه المؤجر أن يمكن المستأجر من الانتفاع بشيء معين مدة معينة لقاء أجر معلوم»
```

التشريع الفلسطيني اقتصر في تعريفه على ايجار الأشياء في حين في بعض القوانين مثل فرنسا يقع الإيجار على الاشياء وعلى الأعمال (عقد العمل وعقد الاستصناع).

## التعريف الفقهي
عرف الفقهاء عقد الإيجار بأنه: عقد يلتزم المؤجر بمقتضاه بتمليك منفعة العين المؤجرة بعوض معلوم ولمدة معلومة وتمكين المستأجر من الانتفاع منهما.

## خصائص عقد الإيجار
- أولاً: عقد مسمى (ماهية العقد المسمى)

أمثلة العقود غير المسماة: عقد حوالة العملاء، عقد التعليم، عقد العلاج، وبعض الاتفاقات مثل: اتفاق مستشفى مع كلية الطب على أن تضع عدة أسرة تحت تصرفها لتعليم طلبتها والقيام بالأبحاث العلمية
- ثانيا: عقد رضائي

```
نستدل على رضائية عقد الإيجار بما ورد في تعريفه أو كيفية انعقاده فوفقاً لنص المادة 433 من المجلة فإن الإجارة تنعقد بالإيجاب والقبول، وفي صدر المادة 604 من القانون المدني وهي تعرف عقد الإيجار نجد أنها تقول: "الإيجار عقد يلتزم.......
```

يجوز الاتفاق على مخالفة قاعدة الرضائية
- ثالثاً عقد ملزم لجانبين

ويترتب على ذلك:
أنه إذا انقضى التزام أحد الطرفين سقط الالتزام المقابل، وإذا لم يقم أحد الطرفين بتنفيذ التزامه جاز للطرف الآخر أن يمتنع عن تنفيذ التزامه وله أن يطالب بفسخ العقد، إذا انقضي التزام أحد الطرفين باستحالة تنفيذه بسبب قوة قاهرة مثلاً, فيسقط بانقضائه الالتزام المقابل له عن المتعاقد الآخر.
- رابعاً عقد وارد على المنفعة

أي أن المستأجر ينتفع بالشيء مقابل الأجرة ثم يقوم برده وهو بالتالي يختلف عن البيع الذي بموجبه يتم نقل الملكية
كما يختلف عن كل من المقايضة والهبة والقرض
- خامساً عقد معاوضة

لأن كل طرف فيه يأخذ مقابلاً لما يعطي
يختلف بذلك عقد الإيجار عن عقد عارية الاستعمال؛ لأن العقد الأخير يخول المستعير الانتفاع بالعين دون عوض
- سادساً عقد زمني مستمر أو من عقود المدة

ذلك أن الفترة الزمنية التي يتم الاتفاق عليها للانتفاع من العناصر الجوهرية في العقد.
هذا يعني أن يلتزم المؤجر لمدة معينة من تمكين المستأجر من الانتفاع بالعين المؤجرة ابتداءً من بداية هذه المدة إلى نهايتها

## أنواع عقد الإيجار
1. الإيجار المنتهي بالتملك: تنتقل ملكية العقار مقابل مبلغ نقدي يتقاضاه البائع بعد زمن يتفق عليه.
2. إيجار الوقت: عملية الاستفادة من وحدة عقارية لمدة معينة في السنة لعدد من السنين.
3. التقبيل: عملية استلام عين عقارية بما تحتويه من مواد وتقبل المستلم لجميع الشروط التي تنطبق على المسلم فيما يتعلق بالعين وما فيها مقابل مبلغ نقدي أو عيني.
4. الصبْرة: إيجار منفعة لمدة معينة.
5. الوقف: هو حبس عين لمنفعة خيرية.
6. المنَح: أراضي توزعها الدولة على المواطنين.
7. الهبات: ما يعطى دون مقابل لشخص أو هيئة أو جمعية خيرية أو غيرها

## مشروعية عقد الإجارة
استدل الجمهور على جواز عقد الإيجار بالقرآن والسنة والإجماع:

## القرآن
- أما القرآن: فقوله تعالى: ((فإن أرضعن لكم فآتوهن أجورهن)) [الطلاق: 65].
- وقوله عز وجل حاكيًا قول إحدى ابنتي شعيب : ﴿قَالَ إِنِّي أُرِيدُ أَنْ أُنْكِحَكَ إِحْدَى ابْنَتَيَّ هَاتَيْنِ عَلَى أَنْ تَأْجُرَنِي ثَمَانِيَ حِجَجٍ فَإِنْ أَتْمَمْتَ عَشْرًا فَمِنْ عِنْدِكَ وَمَا أُرِيدُ أَنْ أَشُقَّ عَلَيْكَ سَتَجِدُنِي إِنْ شَاءَ اللَّهُ مِنَ الصَّالِحِينَ ۝٢٧ قَالَ ذَلِكَ بَيْنِي وَبَيْنَكَ أَيَّمَا الْأَجَلَيْنِ قَضَيْتُ فَلَا عُدْوَانَ عَلَيَّ وَاللَّهُ عَلَى مَا نَقُولُ وَكِيلٌ ۝٢٨﴾ [القصص:27–28] والاستدلال بهذه الآية صحيح عند القائلين: بأن شرع من قبلنا شرع لنا ما لم ينسخ.[2]

## السنة
- قالﷺ: ((أعطوا الأجير أجره قبل أن يجف عرقه)).[3] فالأمر بإعطاء الأجر دليل على صحة الإيجار.
- وقوله ﷺ: ((من استأجر أجيرًا فليعلمه أجره)).[4]
- وروى سعيد بن المسيب عن سعد  قال: ((كنا نكري الأرض بما على السواقي من الزرع، فنهى رسول الله ﷺ عن ذلك، وأمرنا أن نكريها بذهب أو وَرِق)).[5]
- وروى عبد الله بن عباس : ((أن النبي ﷺاحتجم وأعطى الحجام أجره)).[6]

## الإجماع
أما الإجماع: فقد أجمعت الأمة في زمن الصحابة على جواز الإيجار، وأجمع من بعدهم على ذلك، بخلاف بضعة فقهاء.

## شروط عقد الإيجار
يشترط في عقد الإيجار أربعة أنواع من الشروط كما في عقد البيع: وهي شروط الانعقاد، وشروط النفاذ، وشروط الصحة، وشروط اللزوم.

### شروط الانعقاد
1- العقل: فلا تنعقد الإجارة من المجنون والصبي غير المميز كما لا ينعقد البيع منهما. ولا يشترط البلوغ للانعقاد ولا للنفاذ عند الحنفية، فلو أجر الصبي المميز ماله أو نفسه: فإن كان مأذونًا في ذلك وغيره ينفذ عقده، وإن كان محجورًا عن التصرفات يقف على إجازة وليه.
2- التمييز: قال المالكية: إن التمييز شرط في الإيجار والبيع، والبلوغ شرط للنفاذ، فالصبي المميز إذا أجر نفسه أو سلعته صح عقده، وتوقف العقد على رضا وليه.
3- التكليف:
قال الشافعية والحنابلة: يشترط التكليف: وهو البلوغ والعقل لانعقاد الإيجار، لأنه عقد تمليك في الحياة، فأشبه البيع.

### شروط النفاذ
يشترط لنفاذ عقد الإجارة توافر الملك أو الولاية، فلا تنفذ إجارة الفضولي لعدم الملك أوالولاية، وإنما العقد ينعقد موقوفًا على إجازة المالك عند الحنفية والمالكية كما في عقد البيع، خلافًا للشافعية والحنابلة.

### شروط الصحة
1 - رضا المتعاقدين: يشترط توافر رضا المتعاقدين كما في البيع، لقوله تعالى: ((يا أيها الذين آمنوا لا تأكلوا أموالكم بينكم بالباطل إلا أن تكون تجارة عن تراضٍ منكم)) [النساء: 29].
2 - أن يكون المعقود عليه وهو المنفعة معلومًا علمًا يمنع من المنازعة، فإن كان مجهولًا جهالة مفضية إلى المنازعة لا يصح العقد؛ لأن هذه الجهالة تمنع من التسليم والتسلم، فلا يحصل المقصود من العقد.
3 - أن يكون المعقود عليه مقدور الاستيفاء حقيقة وشرعًا: فلا تجوز إجارة متعذر التسليم حقيقة كإجارة البعير الشارد والأخرس للكلام، أو شرعًا كإجارة الحائض لكنس المسجد، والطبيب لقلع سن صحيحة، والساحر على تعليم السحر، وهذا باتفاق الفقهاء. ولا تجوز إجارة المشاع من غير الشريك عند أبي حنيفة وزفر والحنابلة، كأن يؤجر نصيبًا من داره، أو نصيبه من دار مشتركة من غير الشريك.
4 - أن تكون المنفعة المعقود عليها مباحة شرعا ً: كاستئجار كتاب للنظر والقراءة فيه والنقل منه، واستئجار دار للسكنى فيها، وشبكة للصيد ونحوها.
يتفرع على هذا الشرط أنه باتفاق الفقهاء: لا يجوز الاستئجار على المعاصي كاستئجار الإنسان للعب واللهو المحرم وتعليم السحر والشعر المحرم وانتساخ كتب البدع المحرمة، وكاستئجار المغنية والنائحة للغناء والنوح، لأنه استئجار على معصية، والمعصية لا تستحق بالعقد. أما الاستئجار لكتابة الغناء والنوح فهو جائز عند الحنفية فقط؛ لأن الممنوع عنه نفس الغناء والنوح، لا كتابتهما. فالقاعدة الفقهية إذن: أن (الاستئجار على المعصية لا يجوز).
5 - ألا يكون العمل المستأجر له فرضًا ولا واجبًا على الأجير قبل الإجارة: ويترتب عليه أنه لا تصح الإجارة إذا كانت واردة على القيام بفرض أو واجب على الأجير قبل العقد؛ لأن من أتى بعمل يستحق عليه لا يستحق الأجرة على فعله، كمن قضى دينًا عليه، فلا تصح الإجارة إذن على القرب والطاعات كالصلاة والصوم والحج.
6 - ألا ينتفع الأجير بعمله: فإن كان ينتفع به لم يجز، فلا تصح الإجارة على الطاعات؛ لأن القائم بها عامل لنفسه.
7 - أن تكون المنفعة مقصودة يعتاد استيفاؤها بعقد الإجارة، ويجري بها التعامل بين الناس، فلا يجوز استئجار الأشجار لتجفيف الثياب.

### شروط اللزوم
1- سلامة العين المؤجرة من حدوث عيب يخل بالانتفاع بها:
ويترتب عليه أنه لو حدث عيب يخل بالانتفاع، فيكون المستأجر بالخيار بين الإبقاء على الإجارة ودفع كامل الأجرة وبين فسخها، كما إذا حدث بالدابة المؤجرة مرض أو عرج أو انهدم بعض بناء الدار.
2- عدم حدوث عذر يجيز فسخ الإجارة: كما إذا حدث عذر بأحد العاقدين أو بالشيء المأجور فيحق للمتعاقد فسخ العقد:
قال ابن عابدين: كل عذر لا يمكن معه استيفاء المعقود عليه إلا بضرر يلحقه في نفسه أو ماله يثبت له حق الفسخ.
وقد قسم الحنفية الأعذار الموجبة للفسخ إلى ثلاثة أنواع:.
1 - عذر من جانب المستأجر: مثل إفلاس المستأجر، أو انتقاله من الحرفة إلى الزراعة أو من الزراعة إلى التجارة. ويترتب عليه أنه إذا لم يحصل النفع للمستأجر إلا بضرر يلحقه في ملكه أو بدنه فله فسخ الإجارة.
2 - عذر من جانب المؤجر: مثل لحوق دين فادح به لا يجد طريقًا لقضائه إلا ببيع الشيء المأجور وأدائه من ثمنه.
3 - عذر في العين المؤجرة أو الشيء المأجور: مثال الأول: أن يستأجر رجل حمامًا في قرية ليستغله مدة معلومة، ثم يهاجر أهل القرية فلا يجب عليه الأجر للمؤجر.

## شروط أخرى

### شرط المحل المعقود عليه
فهو أن يكون مقبوضًا إذا كان منقولًا، وإن لم يكن مقبوضًا فلا تصح إجارته لنهي النبي صلّى الله عليه وسلم عن بيع ما لم يقبض، والإجارة نوع من البيع فيشملها النهي.
قال رسول الله ﷺ: «إذا ابتعت طعامًا فلا تبعه حتى تستوفيه».
فإن كان الشيء المأجور عقارًا فهو على الاختلاف الذي ذكر في مبحث البيع الفاسد.
وأما شروط الأجرة فهي اثنان:.
1ـ أن تكون الأجرة مالًا متقومًا معلومًا: وهذا باتفاق العلماء.
قال النبي ﷺ ((من استأجر أجيرًا فليعلمه أجره)) والعلم بالأجرة لا يصح إلا بالإشارة والتعيين، أو بالبيان.
2ـ ألا تكون الأجرة منفعة هي من جنس المعقود عليه: كإجارة السكنى بالسكنى والخدمة بالخدمة، والركوب بالركوب، والزراعة بالزراعة.

### شروط العقد
خلو العقد من شرط لا يقتضيه العقد ولا يلائمه:
فلو أجر المالك داره على أن يسكنها هو شهرًا، ثم يسلمها إلى المستأجر، أو أجر أرضًا على أن يزرعها، ثم يسلمها إلى المستأجر، أو أجر دابة على أن يركبها شهرًا ونحوه، فالإجارة فاسدة؛ لأن هذا الشرط لا يقتضيه العقد ولا يلائمه.

### شروط الإجارة عند الشافعية
يشترط في أركان الإجارة الأربعة: وهي العاقدان والصيغة والمنفعة والأجرة ما يأتي من الشروط:.
1ً - أهلية التعاقد في العاقدين: يشترط في العاقدين وهما المؤجر والمستأجر أن يكون كل منهما بالغًا عاقلًا غير محجور عليه، فلا تصح إجارة الصبي والمجنون والمحجور عليه، إذ لا ولاية لكل منهم على نفسه ولا على ماله.
2ً - الصيغة: بأن تتم الإجارة بالإيجاب والقبول، أو بما يقوم مقامهما وهو التعاطي إن جرى العرف بذلك. قال في التوشيح: ولا أدري هل يختار النووي صحة المعاطاة فيها، كما اختاره في البيع أو لا، والأظهر: لا، فإنه لا عرف فيها، بخلاف البيع.
ويشترط في الصيغة توافق القبول مع الإيجاب، وألا يطول الفصل بينهما بسكوت أو كلام أجنبي عن العقد، وعدم تعليقها بشرط، مثل إن جاء فلان فقد آجرتك الدار بكذا.
3ً - المنفعة: يشترط أن تكون متقومة أي ذات قيمة شرعًا أو عرفًا:
وأن تحصل المنفعة للمستأجر لا للمؤجر، فلا تصح الإجارة على القُرَب التي تحتاج إلى نية ولا تدخلها النيابة كالصلاة والصوم.
4ً - الأجرة: يشترط فيها ما يشترط في الثمن في عقد البيع، بأن تكون طاهرة، فلا تصح الإجارة إذا كانت كلبًا أو خنزيرًا أو جلد ميتة، أو خمرًا؛ لأنها نجسة العين.
وأن تكون منتفعًا بها، فلا يصح كون الأجرة لا ينتفع بها.
وأن تكون معلومة للعاقدين.

## الضمان
1- إجارة الأعمال:
الأجير الخاص: لا يضمن ما تلف عنده إلا بالتعدي أو التقصير؛ لأن الأصل ألا يجب الضمان إلا بالاعتداء لقوله تعالى: ((فلا عدوان إلا على الظالمين)) [البقرة: 193] ولم يوجد التعدي من هذا الأجير، لأنه مأذون في القبض، والهلاك ليس هو سببًا فيه.
الأجير المشترك: ضامن لما يهلك في يده عند المالكية والصاحبان من الحنفية، ولو بغير تعد أو تقصير منه، إلا إذا حصل الهلاك بحريق غالب عام، أو غرق غالب ونحوهما. لكن رأي الجمهور في صفة يد الأجير المشترك هي أنها يد أمانة، فلا يضمن هلاك العين إلا بالتعدي أو بالتقصير.
2- إجارة المنافع:
لا خلاف بين العلماء أن العين المستأجرة أمانة في يد المستأجر، فلا يضمنها إن تلفت أو تعيبت بغير تفريط منه لأنه قبض العين لاستيفاء منفعة يستحقها منها، فكانت أمانة.
فمثلًا قد تحتاج الدار المؤجرة في مدة الإيجار إلى بعض الإصلاحات: فقرر الحنفية أن المؤجر صاحب الدار هو الملزم وحده دون المستأجر بتطيين الجدران وإصلاح ميازيب الدار وما ينهدم ويسقط من بنائها، حتى تكون صالحة للانتفاع؛ لأن الدار ملك للمؤجر، وإصلاح الملك يكون على المالك، لكن لا يجبر على الإصلاح؛ لأن المالك لا يجبر على إصلاح ملكه، وإنما يثبت للمستأجر الخيار في فسخ الإجارة؛ لأن هذا الخلل يعتبر عيبًا في المعقود عليه.
وكذلك على المؤجر إصلاح دلو الماء والبئر والبالوعة والمخرج، وإن امتلأ بفعل المستأجر، لكن لا يجبر عليه لما عرفنا.